# Pohlia macleai
Pohlia macleai är en bladmossart som beskrevs av Schelpe in Magill och Edmund André Charles Lois Eloi `Ted' Schelpe 1979. Pohlia macleai ingår i släktet nickmossor, och familjen Bryaceae. Inga underarter finns listade i Catalogue of Life.